# Pokveshi
Pokveshi (en georgiano: ფოქვეში; en abjasio: Ҧақәашь, romanizado: Pakuash) es un pueblo que pertenece a la parcialmente reconocida República de Abjasia, dentro del distrito de Ochamchira, aunque de iure es parte del municipio de Ochamchire de la República Autónoma de Abjasia de Georgia.

## Geografía
Pokveshi se encuentra en el margen izquierdo del río Galidzga y está a 12 km al norte de Ochamchire. Limita con Gupi en el norte; con Reka, Tkvarcheli y Agubedia (pertenecientes al distrito de Tkvarcheli) al este; Akvaskia, Beslajuba e Ilori en el oeste; y Achigvara en el sur. Las aldeas de Akvarashi, Katsijabla y Sachachjalia están bajo la administración del pueblo.

## Historia
Pokveshi perteneció a la región histórica de Abzhua, dentro del principado de Abjasia, donde los abjasios han sido siempre mayoría.
Después del establecimiento de la Unión Soviética, los bolcheviques abjasios comenzaron a exigir que, como parte de la reforma administrativa de la RASS abjasia en la década de 1930, reemplazando los antiguos distritos rusos del distrito, se establecieran nuevos límites entre los distritos de Ochamchire y Gali en una base etnolingüística. Por lo tanto, Pokveshi permaneció en el distrito de Ochamchire y tras la reforma administrativa de 1994, siguió perteneciendo al distrito de Ochamchire.
Durante la guerra de Abjasia (1992-1993), la aldea estaba controlada por guerrillas abjasias.

## Demografía
La evolución demográfica de Pokveshi entre 1886 y 2011 fue la siguiente:
| 1605                                                | 1859 | 1725 | 1762 | 1202 |
| (Fuente: Population of Abkhazia since Soviet times) |      |      |      |      |

La población ha disminuido un 30% (la población que se fue era en su mayoría georgiana) tras la guerra de Abjasia pero su composición no ha variado, siendo inmensamente mayoritarios los abjasios étnicos. 
|              | 2011      | 2011       |
| Grupo étnico | Población | Porcentaje |
| ------------ | --------- | ---------- |
| Georgianos   | 9         | 0,7%       |
| Abjasios     | 1179      | 88,8%      |
| Rusos        | 7         | 0,6%       |
| Ucranianos   | 3         | 0,2%       |
| Total        | 1202      | 100%       |